# Rigskirke
Rigskirke (ty. Reichskirche) er betegnelsen for den samlede regimetro kirke man forsøgte at skabe under nationalsocialismen i Tyskland.
I Weimarrepublikken opstod den nationalreligiøse bevægelse Deutsche Christen som hilste Hitlers magtovertagelse og den nationalsocialistiske tyske stat velkommen og proklamerede en rigskirke med Ludwig Müller som rigsbiskop, Reichsbischof. Det var hensigten at alle evangeliske lands- og konfessionskirker skulle indgå.
De tilsluttede sig programmet for Gleichschaltung, idet de krævede afskedigelse af alle ikke-systemkonforme gejstlige og anvendelsen af arierparagraffen inden for kirken. Desuden skulle Det Gamle Testamente og alle "fremmeartede" sædvaner eller traditioner (ty. "artfremden“ Bräuche)  sættes ud af kraft.
Rigskirken slog ikke an, og grunden hertil var i mindre grad den opståede Bekendelseskirke som det var nationalsocialismens egen ideologi, hvis repræsentanter Himmler og Rosenberg snart åbent proklamerede udelukkelsen eller nedlæggelsen af alle selvstændige bevægelser – og dermed også kirken.